# Полуханово
Полуханово — село у складі міського поселення Клин Клинського району Московської області Російської Федерації.

## Розташування
Село Полуханово входить до складу міського поселення Клин, воно розташовано на березі річки Липня, на північний захід від міста Клин. Найближчі населені пункти, Борисово.

## Населення
Станом на 2010 рік у селі проживало 87 людей